# امرأة في برلين (كتاب)
امرأة في برلين ((بالألمانية: Eine Frau in Berlin)) (1959/2003)، مذكرات مجهولة من امرأة ألمانية عرف في عام 2003 أنها الصحفية مارتا هيلرز. كتبت فيها عن الأسابيع التي تم فيها الاستيلاء علي برلين واحتلالها من قبل الجيش الأحمر، من 20 أبريل إلي 22 يونيو 1945، تصف فيها عمليات الاغتصاب، التي ارتكبها الجنود السوفيت علي نطاق واسع، وأيضا جرائمها الخاصة، والنهج التي أتخذتها النساء في البقاء واتخاذ الضباط السوفيت للحماية.
في عام 1954، ظهرت النسخة الإنجليزية الأولي، في الولايات المتحدة، فكانت ناجحة للغاية، ثم ترجمت بسرعة إلي لغات اخري مثل الهولندية والايطالية والدنماركية والسويدية والنرويجية والإسبانية واليابانية، وأخيرا باللغة الألمانية في عام 1959. قوبل الكتاب بالتجاهل أو بالرفض مما دفع هيلزر إلى رفض نشر طبعة أخرى منها في حياتها.
في عام 2003، أي بعد وفاة هيلرز بعامين، نشرت نسخة أخري في ألمانيا، دون الكشف عن الهوية. وقد لقي الكتاب اشادة من النقاد علي نطاق واسع، وكان مدرج في قوائم أكثر الكتب مبيعا لأكثر من 19 أسبوعا. قام جينس بيسكي، محرر الأدب الألماني، بالكشف عن أن مارتا هيلرز هي المؤلف المجهول لهذا الكتاب، الذي توفيت في عام 2001. لقد تسبب هذا الكشف في جدال أدبي، وتم وضع أسئلة حول صحة الكتاب. في عام 2005، تم نشر الكتاب مرة أخري باللغة الإنجليزية في طبعات في المملكة المتحدة والولايات المتحدة. وقد ترجم إلى سبع لغات أخرى.
في عام 2008، تم تحويل الكتاب إلى فيلم روائي ألماني، من إخراج ماكس فاربيوك وبطولة نينا هوس، وتم اصداره في للولايات المتحدة تحت اسم امرأة في برلين.

## نظرة عامة
كتبت هيلرز في مذكراتها أن هناك شخصية صحفية وصفت تعرض الجنود الروس للاغتصاب الجماعي أثناء احتلال السوفيت لبرلين في نهاية الحرب العالمية الثانية. فقررت طلب الحماية من خلال تكوين علاقة مع ضابط سوفييتي؛ اتخذت نساء أخريات قرارات مماثلة. وصفتها هيلرز بأنها «النوم مقابل الغذاء». كانت الظروف في المدينة قاسية، حيث لم تتمتع النساء بحماية أخرى من اعتداءات الجنود. لاحظت جانيت هالي أن عمل هيلرز تعدى التفكير في الاغتصاب، معلله أن الاغتصاب لم يكن أسوأ شيء في سياق تدمير الحرب لعالمها بأسره.

## نبذة عن الكتاب
يبدأ «الراوي» الذي لم يكشف عن اسمه بوصول الحرب إلى برلين وسيطرة الجيش الأحمر عليها. عاش الراوي في شقة زميله له تسمح له بالبقاء فيها لأنها في أجازة. قصفت الشقة من قبل المدفعية الروسية، وبدأ الراوي بالعيش على قسائم الطعام الضئيلة وكل أفكارها كانت عن جوعها والطعام. يذكر الراوي أن سكان برلين كان يقضون وقتهم إما في ملاجئ الغارات الجوية في الطابق السفلي، أو في شققهم، أو الوقوف في طوابير مقابل الطعام، أو مداهمة مخزون المواد الغذائية عندما لا تكفي الحصص الغذائية. أسمى الراوي سكان الطوابق السفلى بسكان الكهوف مكونا معهم شكل من أشكال الصداقة الحميمة. مع تدمير المدفعية لشقتها، عاشت الراوية مع أرملة الصيدلي «الأرملة».
يذكر الرواي عن الصمت الذي يحل بالشوارع عند مرور الجيش الروسي بالشوارع، أمضى الروس ساعتهم الأوى في برلين في إقامة المعسكرات ومقارنة الساعات والدراجات المسروقة قبل أن يقتحموا المباني في الأيام القادمة. كان من بين تلك المباني ملجأ موريسون الذي كانوا يقتحمونه طلبا للكحول والنساء لاغتصابهم. عملت الرواية كمترجم ووسيط بين النساء في الطابق السفلي اللائي يتعرضن للاغتصاب والجنود، حاولت في الكثير من الأحيان إقناع الجنود بعدم اغتصاب النساء وكثيرا ما استنجدت بقواد الوحدة.
تعرضت الراوية نفسها للاغتصاب من قبل رجلان خارج الطابق السفلي بعد أن أخرج زملائها الألمان وإغلاق الباب خلفهما. دفع ذلك العائلات إخفاء بناتهن خوفا وحفظا لعذريتهن. في إحدى المرات اقتحم أربع جنود روس شقة الأرملة، كان يدعى أحدهم بيتكا، بعد أن اغتصبها بدأ بتمثيل دور «روميو البابلي» حيث عبر لها عن اعجابه بها وكيف يأمل أن يعود لها في وقت لاحق في ذلك اليوم. في نفس اليوم جاء مستأجر لشقة الأرملة هير باولي واستقر في سريره، وجود رجل في البيت يوفر بعض الأمان والحماية للنساء حتى لو كان محدودا أمام الجنود الروس المفترسة. تصف الراوية وصول جندي روسي آخر، اغتصبها بطريقة مهينة واستثنائية. تعمد الجندي إهانتها خلال العلاقة بأكثر من طريقة فتارة يبصق في فمها وتارة يضربها وبعد أن انتهى رمى نصف علبة سجائر على السرير كأجرها.
رأت الراوية تجارب الاغتصاب هذه كنقطة محورية في حياتها، فبعد العديد من حالات البكاء والقيء قررت أن تستعمل ذكائها في توفير الأمان والطعام لها عن طريق إيجاد ذئب لنفسه يبقيها بعيدا عن المجموعة بكاملها. لذلك نزلت إلى الشارع لإيجاد جندي ذو رتبة عالية لتقيم معه علاقة جنسية وتصبح ملكا له بدلا من أن تتعرض كل يوم لاغتصاب من رجل مختلف. لذلك نزلت إلى الشارع باحثة عن ذلك الذئب وجدت بعد فترة أناتول، ملازم أول من أوكرانيا، بدأت تتغازل معه وسريعا استطاعت أن تجعله يأتي إلى منزلها في الساعة السابعة. لكن مع حلول الساعة السابعة أتى بيتكا إلى المنزل برفقة أصدقائه وتعامل معهم كأنه في منزله. دخل بيتكا المنزل ودفع الأرملة ووضع الطعام على الطاولة وبدأ بالأكل مع أصدقائه والتدخين والبثق على الأرض. على الرغم من مخاوف الراوية في أن يصطدم أناتول مع بيتكا عند قدومه المنزل، إلا أنه وجدت متساهل جدا معهم لتعرف فيما بعد أن رتبته لا تعني الكثير للجنود الروس. نشأت في الأيام التالية علاقة غرامية بين أناتول والراوية علم من خلالها الجنود أن الرواية قد تمت المطالبة بها من قبل ذلك أناتول. منذ ذلك الحين، اعتبر الجنود منذ ذلك الحين المنزل كمطعم لهم، لكن مطعم يأتون إليه بالطعام لا العكس. وبذلك وفرت الراوية لها وللأرملة الطعام والأمان حيث استخدمت جنود الأناضول ضد جنود الروس. قابلت الراوية في تلك الفترة العديد من الجنود الروس المتعلمين، مثل أندريه، التي تبادلت مع العديد من المحادثات السياسية حول الحروب والفاشية وما إلى ذلك. ظهر بيتكا بعد عده أيام وحاول مهاجمة الراوية وإيذائها لكنها استطاعت الاستفادة من حالة السكر التي كانت بها وطرده خارج المنزل بمساعده الأرملة.
كان ممن تناوبوا على المنزل ملازم أشقر روسي شاحب اللون له ساق عرجاء اغتصبها متجاهلاً تمامًا علاقتها مع أناتول. جاء لها فيما بعد مع رائد بعد تبادل الحديث وشرب الشمبانيا سألها إذا كانت ترى الرائد وسيما. أدركت الراوية أن الرائد يريدها لنفسه، لذلك قررت مع غياب أناتول أن تمارس الجنس مع الرائد وتصبح ملكا له. لم تصف الراوية تلك العلاقة على أنه اغتصاب حيث كان الرائد يعاملها جيدا، يضحكها، ويتناقش معها ويشاركها حياته غير إحضار الطعام والإمدادات التي تحتاجها مثل الشموع. لذلك فهي مجرد علاقة جنسية مقابل البضائع والحماية.
في نهاية المطاف، تستسلم برلين تمامًا ويترك الجنود الروس الشارع. بدأت المدينة في الخضوع لإعادة الإعمار وتبدأ النساء الألمان بالعمل تحت أوامر الروس لإزالة الأنقاض والبحث عن الزنك. تم سحب الراوية للعمل في الغسيل، وبينما كانت تعمل بلا كلل مع نساء أخريات تحت مضايقات من قبل الجنود الروس تتعرف على صديقه هنغاريي تدعى إلسي تريد أن تنشأ جريدة. تبدأ الراوية بالعمل معها إلى أن يظهر جيرد، رفيقها القديم قبل أن تبدأ الحرب ويناقشها عن التغيير التي ألم بها في تلك الفترة وعن ما عانته من اغتصاب. يعتقد جيرد، أنها فقدت عقلها بالكامل لكن لا ينتهي الحديث إلا وهي في أحضانه.

## الشخصيات

### الراوية
الراوية، التي لم تعلن عن اسمها خلال الراوية، امرأة تسرد حياتها طوال ثمانية أسابيع في برلين في نهاية الحرب العالمية الثانية. تصف نفسها بأنها «فتاة ذات وجه شاحب شاحبة ذات ثلاثين عامًا ترتدي دائمًا معطف الشتاء نفسه». عاشت الراوية وحيدة في البداية في شقة مهجورة قبل أن تنتقل مع الأرملة عند وصول الروس. عملت كصحفية قبل الحرب حيث سافرت إلى العديد من البلدان وتتحدث لغات مختلفة، بما في ذلك القليل من الروسية والفرنسية. أثناء إقامة الروس، تتعرض للعديد من هجمات الاغتصاب المروعة التي تقودها إلى البحث عن علاقة جنسية مع الملازم أناتول ثم الرائد من أجل الحصول على نوع من «الحماية» من جميع الجنود الروس الآخرين. هذه العلاقات تتيح لها أيضا الحصول على الطعام. بعد مغادرة الروس، تعمل مع نساء ألمان على إزالة الأنقاض وتنظيف الملابس، وفي النهاية تجد وظيفة مع مجرية تبدأ الصحافة.

### الأرملة
الأرملة، تعيش مع الراوية وهير باولي طوال فترة احتلال الروس. هي أرملة تبلغ من العمر خمسين عامًا عاشت حياة بورجوازية مناسبة قبل الحرب. خلال الاحتلال تشاركها في المهام المنزلية والقلق مع الراوية وتفهم العلاقات الجنسية لها. تتطلع الأرملة إلى هير باولي وتطلب من الراوية في النهاية الخروج عندما يمل هير باولي من مشاركة الطعام معها.

### أناتول
أناتول هو الملازم الأوكراني الأصل الذي تسعى الراوية إلى إقامة علاقة جنسية معه من أجل تجنب الهجمات المستمرة من قبل جنود روس عشوائيين. وصفته باللطيف والضخم والقوي. يعمل في مزرعة ألبان في روسيا وغير متعلم.

### هير باولي
هير باولي، المستأجر لدى للأرملة. من وقت وصوله من الحرب، يبقى في السرير ويتواصل مع الروس الذين يدخلون. إنه يستمتع بالسلع التي يجلبها الروس ولكنه يتضايق بشكل متزايد من وجود الراوية بعد انتهاء علاقاتها مع الروس وأكلها كل البطاطس التي تمتلكها الأرملة، يطلب من الأخيرة أن تطرد الراوية وهو ما تفعله. تميز هير باولي بوجهة نظره القوية المتفائلة أو المتشائمة بشأن تعافي ألمانيا، والتي تؤيدها الأرملة عمومًا.

### بيتكا
بيتكا جندي روسي يغتصب الراوية. بعد اغتصاب الراوية، يعبر لها عن مدى إعجابه ويصر على العودة كثيرًا. إنه يصنع نفسه وأصدقائه في المنزل في شقة الأرملة حيث يأكلون ويشربون الكثير، ولا يعرضون أي سلوك.

### الرائد
يتم تقديم الرائد إلى الراوية من قبل الملازم الأشقر الشاحب مع الساق العرجاء. الرائد طيب للغاية ومهذب لها وللأرملة وهير باولي. بينما كان يريد علاقة جنسية مع الراوي، فقد أوضح لها أنه إذا كان وجوده لم يرضها فسوف يغادر على الفور. تشاركه الكثير من حياته ولديهم علاقة جنسية بالتراضي معها في الأيام الأخيرة قبل مغادرة الروس. زودها والأرملة وهير باولي بالكثير من الإمدادات.

## المواضيع

### الاغتصاب
سلطت الراوية الضوء على دور الاغتصاب وتأثيره على حياتها في روايتها «امرأة في برلين». خلال جميع عمليات الاغتصاب التي تعرضت لها، تصف بوضوح المعاناة والخدر والغضب. ومع ذلك، فهي «تضحك على وجه الرثاء» وتقول إنها على قيد الحياة وأن الحياة تستمر عندما تعتذر الأرملة لعدم تدخلها بما فيه الكفاية. تتأمل بعد ذلك وتدرك أن خوفها السابق من كلمة «اغتصاب» قد اختفى. بعد أن تعرضت للاغتصاب، أدركت أنها ليست أسوأ شيء في العالم على الرغم من المعتقدات المعتادة. ومع ذلك، تعلن عن شعورها بعدم الطهارة والاشمئزاز من بشرتها بعد اغتصابها من قبل العديد من الرجال.
تروي أيضًا عن علاقاتها الجنسية بالتراضي التي تربطها مع اناتول ثم الرائد. ذكرت أنه «لا يمكن القول بأي حال أن الرائد يغتصبني» وأنها «تضع نفسها في خدمته [الخاصة]».
من المؤكد أنها لا تعتقد أنها تفعل ذلك من أجل الحب، وتحتقر الطريقة التي أصبح فيها المصطلح ضعيفًا وخاليًا. وهي توافق على أنها تفعل ذلك إلى حد ما من أجل «لحم الخنزير المقدد، الزبدة، السكر، الشموع، اللحوم المعلبة» التي تعتبرها الإمدادات الرئيسية وتعتبر أنها عاهرة. في حين أنها ليست لديها أي اعتراضات على الدعارة، فإنها تقر بأنها لن تكون أبدًا في هذا الوضع في وقت السلم وتلخص إلى أن هذه العلاقة الجنسية بالتراضي هي علاقة تشبه الدعارة، لكنها مقبولة أخلاقيا فقط في ظروف الحرب.

## تاريخ النشر
أظهرت هيلرز مخطوطها للأصدقاء، ورتبت المؤلفة كورت ماريك لترجمة الكتاب إلي الإنجليزية بواسطة جيمس ستيرن والنشر في الولايات المتحدة في عام 1954. كتبت مقدمة مؤرخة في أغسطس 1954. في الخمسينيات تزوجت هيلرز، انتقلت من ألمانيا إلي جنيف، سويسرا. في عام 1959، نشرت كتابها لأول مرة باللغة الألمانية، من قبل دار نشر هيلموت كوسودو السويسرية. بناءً على طلبها، تم نشر كلا الإصدارين بشكل مجهول. مذكراتها هي الكتاب الوحيد الذي نشرته.

## استقبال نقدي
في عام 1959، في ألمانيا، قوبل عمل هيلرز إما «بالتجاهل أو بالإهانة». كان من السابق لأوانه فحص المعاناة الألمانية، وكان بعض القراء يشعرون بالرعب من براغماتية المرأة الألمانية التي تأخذ الضباط السوفيات للحماية. رفضت «هيلرز»، تهمه إفساد شرف المرأة الألمانية، وإعادة نشر الكتاب في حياتها.
في عام 2001، بعد وفاة هيلرز، تم إعادة نشر الكتاب في عام 2003، مرة أخري دون الكشف عن هويتها، من قبل هانس ماغنوس إنتزنسبيرغر، وهو شاعر وكاتب مقالات. نال الكتاب اشادة واسعة من النقاد في تلك السنة. أشار أحد المراجعين أن الكتاب يتميز بلهجته اللاهوائية الجافة ونقص الشفقة على الذات، وأن الكاتب كان صريحا جدا ودنيوي لدرجة كبيرة. بينما لاحظ هاردينغ أن المؤلف كتب: «أضحك في وسط كل هذا الفظاعة. ماذا أفعل؟ بعد كل شيء، أنا على قيد الحياة، سوف يمر كل شيء!»
حفظت المذكرات على مركزها في قائمة الأكثر مبيعًا لأكثر من 19 أسبوعًا في ألمانيا. منذ أواخر القرن العشرين، اكتشف الكتاب والمؤرخون الألمان معاناة الناس أثناء الحرب العالمية الثانية. نشر غونتر غراس عن الآلاف من القتلى بسبب غرق سفينة غواصة بواسطة غواصة روسية، في حين كتب و.ج. سيبالد كتاب تحت عنوان «التاريخ الطبيعي للتدمير»، والذي يعكس ما يقدر بنحو 600,000 حالة وفاة مدنية بسبب قصف الحلفاء للمدن الألمانية.
في عام 2005، نُشرت "امرأة في برلين" مرة أخرى باللغة الإنجليزية، مع مقدمة من أنتوني بيفور، المؤرخ البريطاني البارز الذي نشر في معركة برلين. وقد وصفها بأنها "أقوى حساب شخصي يخرج من الحرب العالمية الثانية.

## الفيلم
في عام 2008، تم عمل فيلم سينمائي للكتاب، من إخراج ماكس فربروك وبطولة نينا هوس بوصفها المرأة المجهولة. كان عنوانها في ألمانيا اين فروا – امرأة في برلين. تم إصداره في الولايات المتحدة تحت اسم امرأة في برلين.

## وصلات خارجية
- صفحة امرأة في برلين- على موقع جود ريدز.
- الموقع الرسمي
- فيلم امرأة في برلين
- فيلم امرأة في برلين في ميتاكريتيك